# Pintor de pithos

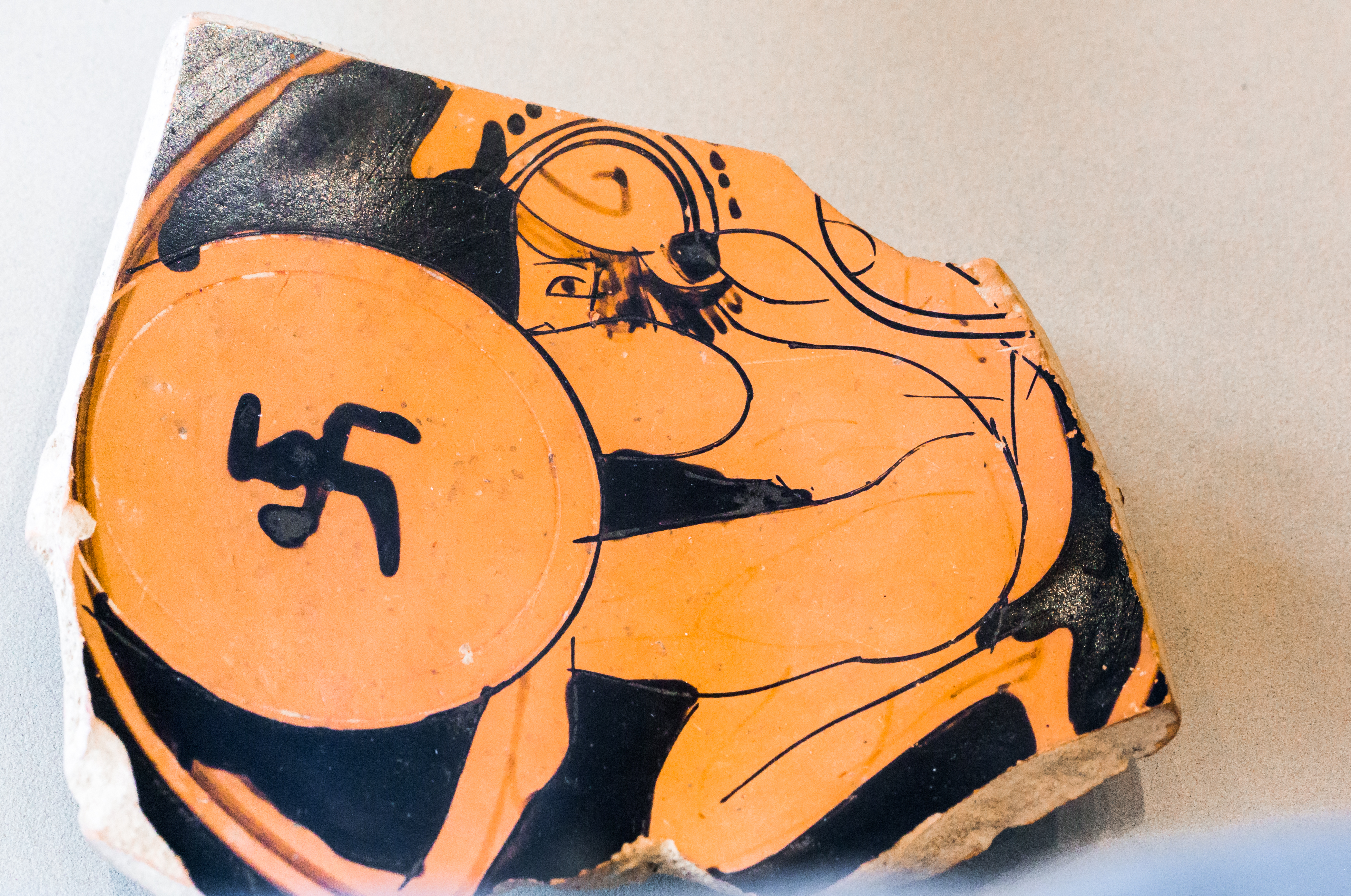
Fragmento en el Museo de la Universidad de Tubinga.

El Pintor de pithos fue un pintor de vasos del estilo ático de figuras rojas. Trabajó en el periodo comprendido entre el 500 y el 480 a. C. La designación como pintor de Pithos (un nombre convenido) se debe a la frecuencia con la que se encuentra en sus pinturas un recipiente de almacenamiento hundido en el suelo, el llamado pithos.
Se especializó en la decoración de kílices de pequeño formato, en los que pintaba exclusivamente en el interior (el llamado tondo) en un característico estilo de pintura efímera. El espectro temático de estas pinturas es relativamente limitado; suelen mostrar a una sola persona (a menudo un hombre joven, un hoplita, un sátiro o un escita reconocible por su traje) en cuclillas en una fiesta para beber o manipulando un gran recipiente, como una crátera o un pithos.
Destaca la extraordinaria volatilidad de muchas de sus composiciones, que es especialmente llamativa en una extensa serie de cuencos que muestran a un escita en cuclillas en vista trasera, a menudo complementado con un cuerno para beber. En su mayor parte, la representación, bastante sofisticada desde el punto de vista de la composición, consiste en poco más que un único contorno en forma de mancha, complementado por líneas lanzadas rápidamente y algunos detalles (como un ojo en forma de punto). Este descuido, evidentemente deliberado, contrasta radicalmente con la precisión y la atención al detalle de sus coetáneos, los llamados pioneros de la pintura de vasos de figuras rojas en Atenas. 
A pesar de las formas estilísticas tan individuales, las cerámicas del Pintor de pithos se comercializaban tan ampliamente en el Mediterráneo como otros productos de los talleres de cerámica ática. Un ejemplo extremo es una copa que se encontró en el Támesis; sin embargo, no se puede demostrar si llegó allí en la antigüedad o, por ejemplo, en el siglo XIX.